# Mariano Escobedo
Pour les articles homonymes, voir Mariano Escobedo (municipalité) et Escobedo.
Le général Mariano Antonio Guadalupe Escobedo de la Peña (né à San Pablo de los Labradores, Nuevo León le 16 janvier 1826 et mort à Mexico le 22 mai 1902 est un militaire mexicain qui a lutté pendant l'Intervention américaine en Mexique, la Révolution d' Ayutla, la Guerre de Réforme et l'Expédition du Mexique. Homme politique d'idéologie libérale, il a été gouverneur du Nuevo Léon, puis de San Luis Potosí. Il a été sénateur et ministre de la guerre pendant la période présidentielle de Sebastián Lerdo de Tejada.

## Biographie

### Jeunesse
Il est né dans la ville de San Pablo de los Labradores (aujourd'hui Galeana), Nouveau León, le 16 janvier 1826. Mariano Escobedo est le plus jeune des six fils du mariage de Manuel Escobedo Sánchez-Zamora et de María Rita de la Peña Cantú. Pendant son enfance, il a joui d'un certain confort que son père lui a procuré. Pourtant, cette situation change pendant son adolescence puisque Mariano n'a pas bénéficié de la même opportunité que ses frères d'étudier à la ville de Monterrey pour parfaire son éducation. Son père, en effet, oblige Mariano à rester dans le village pour l'aider dans ses affaires. Pendant sa jeunesse, il s'est consacré principalement au déplacement de bétail d'un lieu à l'autre. Il prend part dans une bataille contre des indigènes dans la région et commence à démontrer sa valeur, son astuce et son expérience dans la milice. En outre il est reconnu dans le village comme un cavalier expert qui connaît bien la région.

### Première intervention américaine
An août 1846, lorsque parviennent des nouvelles de l'arrivée des Américains à Monterrey, Mariano Escobedo est l'un des hommes du lieu appelés à leur faire face, en s'unissant au contingent et en partant à la capitale de l'État de Nuevo León pour défendre le gouvernement mexicain. Cette même année lui offre sa première occasion d'entamer une expédition militaire dans l'armée mexicaine. Il participe aux combats de la Purísima, Tenerías et de la colline de l'Obispado, avant de combattre dans la bataille de Buena Vista et au Canon de Sainte Rose, en surprenant les soldats américains, puisque dans cette action Mariano Escobedo réussit à saisir 37 hommes.

### Mariage
Le 14 mars 1851 il contracte un mariage avec María de Jesús Martínez Esparza e Aguascalientes. Le couple a quatre fils.

### Révolution d'Ayutla
Au terme de la guerre suivie par la défaite mexicaine, Mariano Escobedo se retire dans la vie privée déçu et frustré. En 1854 surgit dans le peuple d'Ayutla, Guerrero, une rébellion qui a eu une répercussion notable au Nuevo León. Mariano Escobedo revient à la milice en 1854 en soutenant le plan d'Ayutla, en luttant en San Luis Potosí, Zacatecas et au Nuevo León; Pendant la prise de Saltillo, il s'unit aux forces du Gral.
Pendant la révolution d'Ayutla, Mariano Escobedo, organise en sa ville natale Galeana une compagnie, en se mettant à sa tête avec le grade de capitaine. Il participe à de nombreux combats. Lorsque la révolution d'Ayutla est terminée, Escobedo se retire à nouveau comme personne privée en sa ville natale de Galeana.

### Guerre de Réforme
Mariano Escobedo, revient au service actif dans l'Armée Mexicaine, pendant la guerre des Trois Ans, aussi connue aussi sous le nom de guerre de Réforme qui se déroule de 1858 à 1860. Il participe à de nombreuses batailles. En qualité de colonel, il lutte dans les deux expéditions de Monterrey pour soutenir les campagnes de Jalisco et Guanajuato. En Carretas, Zacatecas et autres lieux s'est forgée la renommée de Mariano Escobedo. À San Jacinto combat également Miguel Miramón, qui venait en aide aux soldats réactionnaires de l'État de Jalisco. Le brillant comportement dans cette action de Mariano Escobedo lui vaut que son nom fût cité dans l'ordre du jour. 

### Deuxième intervention française
Pendant la deuxième intervention française en Mexique Escobedo participe au combat d'Acultzingo en 1862. Grâce à son action dans la bataille de Puebla en mai 1862, il devient général brigadier. Devant l'avance française sur la capitale, Escobedo fuit à Querétaro et après à San Luis Potosí, mais sans trouver des forces auxquelles s'unir. Il s'enrôle dans l'Armée d'Orient sous le mandat de Porfirio Díaz en Oaxaca où il démontre ses capacités de commandement.

### Traversée du Mexique aux États-Unis
À Oaxaca, après plusieurs jours de combat, Díaz envoie Escobedo chercher Juárez, qui fuyait des forces impériales vers le nord du pays, pour lui demander de l'aide. En septembre de 1864, Escobedo entreprend son chemin, seul et sans escorte, vers l'isthme de Tehuantepec. Après un long périple, Escobedo obtient un entretien avec l'ambassadeur mexicain Matías Romarin pour lui demander d'aider le président Juárez afin de poursuivre la résistance en Oaxaca. Romarin lui répond que Oaxaca était tombée et que sa cause était donc perdue.
Décidé à poursuivre la résistance, Escobedo écrit à Juárez, qui se trouvait en Chihuahua, pour lui demander d'entamer la résistance dans les États de Coahuila, Nuevo León et Tamaulipas. En traversant les États-Unis, et au milieu de la Guerre civile américaine, Escobedo parvient à la Nouvelle-Orléans, après à Bras, et ensuite à Brownsville, au milieu des files confédérées. Il arrive à Davis, Texas, où le 13 janvier 1865 il se réunit avec les colonels républicains Francisco Oranger et Nicolás Gorostieta. Les trois hommes avaient réuni quelque 26 hommes, avec lesquels ils ont attaqué Laredo.
Escobedo reçoit le commandement de l'Armée Républicaine en vue de la ville de Santiago de Querétaro en mars de 1867 où s'est installé l'empereur Maximilien Ier du Mexique. Escobedo prend la place le 15 mai 1867. L'empereur se rend personnellement au général Mariano Escobedo. Il est chef des opérations de l'Armée Républicaine pendant le Gouvernement de Benito Juárez, gouverneur de Nuevo León, puis de San Luis Potosí. Pendant son mandat comme gouverneur de San Luis Potosí, Escobedo améliore les voies de communication et  donne une impulsion aux activités commerciales de la zone. Il a été président de la Suprême Cour de Justice Militaire, député et ministre de la guerre et de la marine.

### Mort
Le Général Mariano Escobedo est mort le 22 mai 1902 à Mexico, puis il est inhumé au Panteón Français de la Piété, dans la Rotonde des Personnes illustres.